# Sulfadoxine/pyrimethamine
Sulfadoxine/pyrimethamine, được bán dưới tên thương hiệu Fansidar, là một loại thuốc kết hợp được sử dụng để điều trị bệnh sốt rét. Nó chứa sulfadoxine (một sulfonamid) và pyrimethamine (một loại thuốc chống nhiễm trùng). Để điều trị bệnh sốt rét, nó thường được sử dụng cùng với các loại thuốc chống sốt rét khác như artesucky.
Tác dụng phụ bao gồm tiêu chảy, phát ban, ngứa, nhức đầu và rụng tóc. Hiếm khi một phản ứng dị ứng nghiêm trọng hoặc phát ban như hoại tử biểu bì độc hại, có thể xảy ra. Nó thường không được khuyến cáo ở những người bị dị ứng sulfonamid hoặc bệnh gan hoặc thận đáng kể. Không rõ liệu sử dụng trong khi mang thai có an toàn cho em bé hay không. Nó hoạt động bằng cách ngăn chặn khả năng sử dụng axit folinic của sốt rét.
Sulfadoxine/pyrimethamine ban đầu được chấp thuận cho sử dụng y tế tại Hoa Kỳ vào năm 1981. Nó nằm trong Danh sách các loại thuốc thiết yếu của Tổ chức Y tế Thế giới, loại thuốc hiệu quả và an toàn nhất cần có trong hệ thống y tế. Chi phí bán buôn ở các nước đang phát triển là khoảng 0,08 US0,36 USD mỗi ngày. Nó hiện không có sẵn trên thị trường ở Hoa Kỳ.

## Sử dụng trong y tế

### Bệnh sốt rét
Nó được Cơ quan Quản lý Thực phẩm và Dược phẩm Hoa Kỳ chấp thuận cho sử dụng như một biện pháp điều trị và phòng ngừa bệnh sốt rét. Sự kết hợp này được coi là hiệu quả hơn trong điều trị sốt rét do Plasmodium falciparum gây ra so với P. vivax, trong đó chloroquine được coi là hiệu quả hơn, mặc dù trong trường hợp không có chẩn đoán đặc hiệu cho loài, có thể chỉ định kết hợp sulfadoxine-pyrimethamine. Tuy nhiên, do tác dụng phụ, nó không còn được khuyến cáo như là một biện pháp phòng ngừa thông thường, mà chỉ để điều trị nhiễm trùng sốt rét nghiêm trọng hoặc để ngăn chặn chúng ở những khu vực mà các loại thuốc khác có thể không hoạt động.

### Khác
Nó cũng đã được sử dụng như là một biện pháp điều trị và dự phòng cho bệnh toxoplasmosis và viêm phổi do Pneumocystis jiroveci.

## Tác dụng phụ
Các tác động bất lợi theo tỷ lệ mắc bệnh bao gồm:
Phổ biến (tần số> 1%):
- Phản ứng quá mẫn (ví dụ ngứa, viêm da tiếp xúc và nổi mề đay)
- Ức chế tủy
- Tác dụng tiêu hóa (ví dụ buồn nôn, nôn và tiêu chảy)
- Đau đầu

Hiếm (tần số <1%):
- Stevens-Johnson syndrome
- Toxic epidermal necrolysis
- Agranulocytosis
- Aplastic anaemia
- Disorder of haematopoietic structure
- Drug-induced eosinophilia
- Thrombocytopaenia
- Liver necrosis
- Hepatitis
- Jaundice
- Hepatomegaly
- Nephrotoxicity

Tần số không xác định:
- Weight loss
- Abdominal cramps
- Hair loss
- Photosensitivity
- Fatigue
- Fever
- Polyneuritis
- Atrophic glossitis
- Gastritis

- Kết quả xét nghiệm chức năng gan bất thường (ví dụ nồng độ ALT, AST, phosphatase kiềm và nồng độ bilirubin trong huyết thanh tăng cao)

### Chống chỉ định
Sử dụng thuốc này chống chỉ định trong:
- Thiếu máu Megaloblastic do thiếu folate
- Quá mẫn cảm với pyrimethamine, sulfonamid hoặc bất kỳ thành phần nào trong công thức
- Sử dụng dự phòng lặp đi lặp lại (kéo dài) ở bệnh nhân suy thận hoặc gan hoặc chứng loạn dưỡng máu
- Trẻ sơ sinh <2 tháng tuổi
- Dự phòng trong thai kỳ ở kỳ hạn
- Dự phòng cho phụ nữ cho con bú
- Porphyria cấp tính

## Dược lý
Sulfadoxine là một loại kháng sinh sulfonamid cạnh tranh với axit p-aminobenzoic trong quá trình sinh tổng hợp folate. Pyrimethamine đóng vai trò là chất ức chế chọn lọc của protozoal dihydrofolate reductase, do đó ngăn chặn sự tổng hợp tetrahydrofolate - dạng hoạt động của folate. Một mức độ lớn của sức mạnh tổng hợp xảy ra giữa hai loại thuốc do sự ức chế của hai bước khác nhau trong quá trình sinh tổng hợp tetrahydrofolate.
| Thông số dược động học | Pyrimethamine | Sulfadoxin |
| ---------------------- | ------------- | ---------- |
| Nửa đời                | 111 giờ       | 169 giờ    |
| C tối đa               | 0,2 mg/l      | 60 mg/L    |
| Tối đa                 | 4 tiếng       | 4 tiếng    |
| Protein liên kết       | 87%           | 90%        |
| Bài tiết               | Thận (16-30%) | Thận (30%) |
| Sự trao đổi chất       | Gan           | Gan        |